# Serge Sándor
Serge Sándor né en 1955 à Montfort-l'Amaury est comédien , metteur en scène, dramaturge et réalisateur.
Il a beaucoup travaillé avec des populations marginalisées et des acteurs au destin cabossé à travers le monde.

## Biographie
Serge Sándor a débuté, en tant que comédien, au théâtre en 1975 avec R. Girard et D. Mesguich. 
En 1977, sa première mise en scène est une adaptation d'un texte d'E. Santos à Paris et en Avignon off.
Entre 1977 et 1980, il parcourt le monde en écrivant des nouvelles et poèmes, puis il s'installe au Mexique où il monte en français et en espagnol Beckett, Vian, de Obaldia, Courteline...
En 1984, il réalise le premier spectacle avec des détenus dans une prison mexicaine. De retour en France en 1986, il crée la Compagnie du Labyrinthe et monte dans les prisons françaises et suisses certains de ses textes, Que faire en cas de Copropriétaires ? mais également des textes en écriture collective et quelques classiques dont le Dom Juan de Molière.
Parallèlement, dans des théâtres de Paris et ailleurs, il crée Un revolver pour deux, Abus de mémoire, Not'Bon Louis, coécrit avec un détenu de la Santé, Scène à Scène à Lisbonne... La Valse à mille ans est montée par une compagnie Lausannoise en 1993 et Pygmées en octobre 1995, à Villeurbanne mis en scène par Patrick Pineau et Sylvie Orcier.
Il réalise en résidence une pièce de théâtre jouée par des enfants de Villeurbanne, met en scène un conte contemporain dans les hôpitaux pour enfants malades et un spectacle dans le cadre des Rencontres Urbaines avec des jeunes de banlieue.
Depuis lors il a écrit d'autres textes pour le théâtre et travaillé sur certaines adaptations dont Les Bas-Fonds de Maxime Gorki qu'il crée au Théâtre National de Chaillot avec des « SDF » en octobre 1998.
Il monte aussi dans les cafés parisiens et en province Gueules de dames qui se joue aujourd'hui en Suisse, en Espagne et en Norvège.
En 1999, il est invité au Festival International de la Havane et au Théâtre Helenico de Mexico pour y reprendre 'Gueule de Mariée en espagnol.
En mai 2000, il monte Le Concile d'amour au théâtre de la Tempête.
En 2001, il crée L'Envol du Quetzal lors du XIe Festival international de la Havane et en tournée à Cuba. 
En 2001, il est décoré par la Ville de la Havane comme Artiste Illustre avec Jérôme Savary.
En 2002, il crée À la tombée de la nuit  de J.Disla au Centre Cervantés de Paris.
En 2004, il crée deux spectacles théâtre et musique : Une comète à Cuba de C. Monsarrat au théâtre du Chaudron de la Cartoucherie et L’Opéra des Gueux  au théâtre de Vidy de Lausanne, mais aussi en espagnol La Valse à mille ans au théâtre national de La Havane.
En 2005, à l’Opéra Comique, Serge Sándor monte un spectacle musical inspiré de Nicolas Guillen et Poubell’s Land à la Tempête, spectacle en 18 langues.
En 2007, il monte La Fin des hasards prévus de B. Hammond au Théâtre Tallia.
Il tourne en 2008, son premier documentaire La Mariée fugitive à Mexico (CNC et  PROCIREP, Injam Production) 
Il écrit et réalise en 2008 Il était encore une fois… à la prison de Fleury Mérogis pour des femmes détenues (Injam Production/CNC).
Il monte un carnaval théâtre à La Havane, Un Chevalier à la Havane, fin 2009, avec 200 patients psychiatriques et réalise un documentaire pour Injam Production. 
En 2011, il crée les Enfants des Vermiraux dans la région du Morvan et à la prison de Joux-la-Ville. En 2012, il travaille sur 7 courts métrages sur les sept péchés capitaux avec des jeunes en difficulté dans l'Yonne et à la création de La dispute.com au théâtre de la Tempête et en province, en 2014.
En 2015, il crée le premier Festival du Théâtre Francophone à la Havane. Il crée Roméo M Juliette en 2016-2017 au théâtre de l'Aquarium et en tournée. En 2018, Lady Macbeth au Théâtre de la Croisée des Chemins. En 2018, il co-réalise son premier long métrage, Trace la Route, avec Bibi Naceri et une cinquantaine d'acteurs amateurs de tous les âges, à Nevers.
En 2015, il reçoit la médaille d'argent de la PJJ du Ministère de la Justice pour son travail auprès des jeunes en difficultés.
En 2017-2018, avec Bibi Naceri, il travaille avec le collège Arsène Fié de Saint-Amand-en-Puisaye où les élèves de 3e réalisent Mariage en noir et blanc, une pièce réalisée par eux-mêmes.
En 2019, création de "Nevers'Stand up à Paris et en Bourgogne
En 2020, création des "7 Vertus Capitales" dans la Nièvre
En 2021, création de "Vivement Noël" co-écrit avec Bibi Naceri au Théâtre de la Girandole et à la Comédie Nation
En 2022, création de "Si nosotras fueramos ellos..." au Théâtre Populaire Melico Salazar à San José, Costa Rica.
Serge Sándor partage son temps entre l'écriture, la mise en scène et la création de projets singuliers.

## Théâtre
- Extraits de Conversation sur les bords d'un ancien Monde imaginaire
- L'Arbre (1982)
- Que faire en cas de copropriétaires ? (1987)
- Un revolver pour deux (1987)
- Not'Bon Louis (1989)
- Pour quelques taulards de plus (1989)
- Secto (1997)
- Abus de Mémoire (1993)
- La Valse à mille ans (1993)
- Pygmées (1995)
- Juste avant la Rivière (1996)
- Pied à Terre (1996)
- Quand la Poupée dort, les malheurs dansent (1996)
- Fin de Fête (1997)
- Gueule de Mariée (1997)
- Gueule d'égarée (1999)
- Gueule de Fêlée (2000)
- L'Envol du Quetzal (2000)
- Fille de Personne (2001)
- "Gueules de dame" (2008)
- "Le Chevalier de Paris" (2009)
- "Pygmées" nouvelle version (2010)
- "Les Enfants des Vermiraux" (2011)
- "La dispute.com" d'après Marivaux (2014)
- "Roméo M Juliette" d'après Shakespeare (2016)
- "Vivement Noël" (2018)
- "Si Nosotras fueramos ellas..." (2022)
- "Filles de personne" (2023)

## Œuvre
1. Pygmées Alna édition
2. Juste avant la Rivière Alna édition
3. Pied à Terre Edition du Laquet
4. Un carré de dames (monologues) Alna édition
5. Un Chevalier à la Havane Edition des Cygnes
6. Les Enfants des Vermiraux Edition des Cygnes

Films
- La Mariée fugitive (2008) Injam Prod/CNC/Procirep
- Il était encore une fois... (2009) Injam Prod/CNC
- Un Chevalier à la Havane" (2010) Injam Prod/CNC
- Les 7 Péchés capitaux (2013) France 3 Bourgogne et Cie du Labyrinthe
- Trace la Route, long métrage réalisé avec Bibi Naceri, production la Cie du Labyrinthe.